# ホテル大東館火災
ホテル大東館火災（ホテルだいとうかんかさい）とは、1986年（昭和61年）2月11日未明に静岡県賀茂郡東伊豆町の熱川温泉「ホテル大東館」の別館「山水（木造、3階建、延床面積788平方メートル）」で起こった火災である。
建物は全焼し、死者24人に及ぶ被害を出した。
この「山水」は熱川温泉でも指折りの歴史ある旅館で小説家花登筺や川端康成なども立ち寄り、特に花登筺は小説『銭の花』に登場させたほど愛した旅館の一つで、1970年に放送された伊豆の熱川温泉、土肥温泉を舞台にしたテレビドラマ『細うで繁盛記』に登場する「山水旅館」のモデルになった旅館であった。

## 概要
1986年（昭和61年）2月11日午前1時35分頃、ホテル大東館の別館「山水」（静岡県賀茂郡東伊豆町奈良本980）の配膳室付近より出火。出火原因は諸説あるが、配膳室付近の壁として使われていたベニヤ板が湯沸かし器やガスコンロからの熱により、長期間かけて炭化したことによる低温発火との説が有力である。この「山水」は大東館の旧館にあたる建物で、1939年8月に建てられた木造3階建ての建物だったこと、空気が非常に乾燥していたことなどが重なり、火はみるみるうちに大きくなった。
宿直だった2名の従業員が、宿直室より「山水」に火の手が上がっているのを確認したのは、出火から30分ほど経った午前2時5分頃だった。従業員は協力して消火器やバケツを使って初期消火を試みるも、火の手は既に天井を伝っていたため消火が出来ず、警備員に消防署への通報を依頼した後、「山水」の宿泊客の避難誘導を断念し、新館の宿泊客の避難誘導を行った。しかし警備員は慌てて宿直室内の内線電話を使用したために外線発信に手間取って消防署への通報が出来ず、被害がさらに大きくなり、隣接する新館の「月光閣」にも火の手が上がった。実際に消防署に届いたこの火災に関する最初の通報は、「山水」の異変に気付いた近所の焼肉店からのもので、消防隊員が火災現場に到着した時は猛烈な火と煙が建物を包んでおり、宿泊客の救出作業どころか消火作業もままならず、延焼を防ぐのが精一杯だったという。
同日の午前6時50分頃に鎮火。「山水」は全焼し、施設にいた従業員1名と宿泊客25名はほとんど全員が逃げ遅れ、26名中24名（従業員1名、宿泊客23名）が焼死する大惨事となった。従業員の一人が「建物に向かって声をかけたが、助けを呼ぶ叫び声や絶叫などは全く聞こえなかった」と証言したことや、死亡した客の大半が客室内で寝たままの状態で遺体となって発見されていることから、宿泊客の多くが就寝中に猛煙や有毒ガスにより一酸化炭素中毒などに陥り火災に気付かないまま窒息したり、あるいは火災に気付いても意識朦朧で避難出来ずに死亡したとされている。警察と消防は火災鎮火後に直ぐに現場検証に入ったものの、全ての遺体が焼死体で発見され炭化していた遺体も多く、さらに建物が全焼して遺留品の確保が困難であるなど凄惨な状況であり、遺体の身元確認が難航したという。
なお、道路隔てた新館は壁の一部が焼損した程度で建物全体への類焼は免れている。また、「山水」に直接隣接している熱川グランドホテルにも類焼し、こちらはグランドホテル側の対応が適切だったため死傷者は出ていないが、火災鎮火後に半焼と判定され営業休止を余儀なくされた。

## その後
1988年（昭和63年）2月15日、ホテル大東館の当時の専務と防災管理者だった内務部長が業務上過失致死で逮捕された。大東館の社長も出火の責任を問われたが、こちらは不起訴処分となった。
大東館は一時的に休業したものの、その後すぐに新館「月光閣」の改装工事に取り掛かり、火災事故から約2か月後には営業を再開している。のちに「月光閣」は熱川ロイヤルホテルの施設の一棟として使用され、1994年（平成6年）4月には熱川ロイヤルホテルに代わる宿泊施設ホテルセタスロイヤルを新築オープンさせた。しかし、長引く不景気や伊豆半島東方沖地震による旅行客の減少などで売上が伸びず、2009年（平成21年）6月17日付けで経営が破綻し民事再生法の適用を受けている。
大東館は防火基準適合表示制度に基づくマル適マークを掲示していたが、実際には新築の月光閣と熱川ロイヤルホテルのみで、山水は適用対象外だった。にもかかわらず、月光閣落成後は山水の宿泊受付も月光閣のフロントで行い、あたかも全館がマル適マークを受けた施設であるかのように振る舞っていたため、火災事故後問題となった。大東館は一旦マル適マークを返上し、山水の廃止解体後に再度取得しているが、この際大東館の社長がマル適マークの発行を催促したことをマスメディアが報じ、社長側は非難を受けた。
また、従業員の危機意識の低さや警備の手薄さ、異常時の防火体制の甘さなども問題視された。「山水」の建物は1973年頃に大東館本館が建てられた後もしばらくは使われていたが、火災当時の1986年は老朽化などから通常は使われておらず、旅行シーズンやツアー客などで新館が満室となった際の補助的な宿泊施設として使われていた。また、日頃から施設内の火災報知器の誤作動が多かったため従業員が意図的に報知器のスイッチを切っており、火災当日もツアー客や慰安旅行客などで満室の状況だったにもかかわらず同様の措置を取っていたことから、それが死亡者を増やす一因となったことも問題視された。
現場となった「山水」の跡地の一部は緑地公園として整備され、この火災事故の慰霊碑が建てられている。

## 位置関係
防災博物館の特異火災事例資料と現在の地図を比較すると、現在、ホテルセタスロイヤルが建っている場所が旧月光閣の所在跡地である。その西側の一段高い場所に、熱川ロイヤルホテルが存在した（現・伊豆熱川防災公園）。
ホテルセタスロイヤル敷地の北側にある路地の反対側（熱川グランドホテルとの間）にある空き地が、「山水」跡地である。
一部の文献によると、「火災事故後、月光閣を熱川ホテルロイヤルと改名して運営した」とされているが、実際には大東館のブランドイメージが失墜したため、火災事故以前の時期から新ブランドとして開業していた熱川ロイヤルホテルに屋号を統一したものであり、事実確認を怠ったデマである。

## テレビ報道における対応
在静民放各社の社史によると、当日は「正午頃から伊豆半島としては珍しい大雪」となり、各社は現場からの生中継をするにあたり、この天候に苦労したという。
また、現場周辺がマイクロ回線を使用しての中継が非常に困難な地域であったことから、海沿いやヘリコプターなどを使用した「2段中継」「3段中継」といった手段を用いて、現場からの生中継を試みた（静岡放送やテレビ静岡、テレビ朝日や日本テレビは遠笠山に臨時の中継点を構えた）。また、この事故を契機として東伊豆地区に中継基地局の設置が急務との機運が高まり、1987年（昭和62年）11月に在静・在京の放送局共同で計画を進め遠笠山中継基地局が完成。このことにより伊豆半島東部だけでなく神奈川県西部の報道取材や中継の利便性や回線の安定性が向上したという。
NHK（総合テレビ）
- 当日の放送開始時刻（当時は6時）を繰り上げ、5時30分に全国放送にて第一報[9]。以降、通常のニュース枠を拡大したり、特設ニュース（全中、中部管中あるいは東京・中部管中）を組むなどして、断続的ながら終日報道した。
- そのほか、少なくとも5時台（5時44分 - 5時57分ごろ）に中部管中で特設ニュースを放送したこと、11時台（祝日編成のため映画を放送中だった）に遺体発見に関する速報テロップが入ったことの記録が残っている[10]。

静岡放送（SBS、JNN）
- 当日7時30分、ヘリコプターによる上空からのリポートを皮切りに、同午前11時にはJNN報道特別番組を編成。それ以降、ネット・ローカルそれぞれで現地からの生中継も交えて伝えられる。

静岡第一テレビ（SDT、NNN）
- 当日6時10分、第一報。映像はなく、コメントのみ。
- 当日8時06分、『ズームイン!!朝!』で視聴者が撮影した映像が放送され[12]、NNNとしては初めて現場映像が放送される。これ以降、17時からのNNN報道特番を含め全国ネット・静岡ローカルそれぞれで、現地からの生中継を交えて伝えられる。